# Tamara Grigorieva
Tamara Grigorieva (1918-2010) est une danseuse classique, chorégraphe et professeure de ballet argentine, d'origine russe.

## Biographie
Tamara Grigorieva est née à Saint-Petersbourg. En 1926, sa famille fuit l'Union soviétique. Après un long voyage en bateau, ils arrivent en France où elle commence sa formation. Elle étudie à Paris avec Olga Preobrajenska, Anatole Vilzak et Boris Kniaseff.
Elle fait ses débuts avec Les Ballets 1933 (en) de George Balanchine. Elle est ballerine des Ballets Russes du Colonel de Basil entre 1934 et 1938, puis pendant deux ans au Théâtre municipal de Rio de Janeiro.
Tamara Grigorieva revient en 1940 dans l'Original Ballet Russe du Colonel de Basil. Elle arrive à Buenos Aires en 1942, et décide de s'y installer. Elle est danseuse étoile, chorégraphe; puis maîtresse de ballet du Teatro Colon de Buenos Aires pendant la saison 1947-48 et 1956-57, compagnie dont elle assume alors la direction artistique.
Retirée de la scène, elle dirige le ballet national d'Uruguay (en) à Montevideo, le ballet du Teatro Argentino de La Plata (es) et le Teatro Colón, la dernière fois avec Mario Galizzi, en 1990.
Elle est l'une des fondatrices de l'Association des Amis de la Danse (AADA) à Buenos Aires, avec Ekaterina Galanta.

## Répertoire
avec les Ballets russes de Basil
- 1938 : Cendrillon, chorégraphie de Michel Fokine, Londres, 19 juillet, The Good Fairy[2].
- 1938 : The Prodigal son, chorégraphie de Davis Lichine, Théatre Royal de Sidney, décembre, La Sirène[2].
- 1939 : Les Présages
- 1940 : Pavane
- 1940 : L'Après-midi d'un faune

## Vie privée
Elle est l'épouse de Vsevolod Grigoriev fils de Sergueï Grigoriev et de Lubov Tchernicheva.